# Rodrigo Biro
Rodrigo Pereira Lima, genannt Rodrigo Biro, (* 18. November 1986 in Araçatuba) ist ein ehemaliger brasilianischer Fußballspieler. Der Linksfüßer wurde in der Abwehr auf der linken Seite eingesetzt.

## Karriere
Rodrigo Biro startete 2011 seine Profilaufbahn beim CA Penapolense. In der Saison bestritt er 12 Spiele in der dritten Liga der Staatsmeisterschaft von São Paulo. Ein Jahr später spielte man eine Klasse höher, hier erhielt er 22 Einsätze. 2013 hatte der Klub die höchste Liga in der Staatsmeisterschaft erreicht. Rodrigo Biro bestritt 20 Spiele und kam mit Penapolense bis ins Achtelfinale, wo man dem FC São Paulo unterlag. Zum Start des Ligabetriebes wurde der Spieler in die Série A an AA Ponte Preta ausgeliehen. Sein erstes Spiel in der Série A bestritt Rodrigo Biro am 26. Mai 2013 gegen den FC São Paulo. In dem Heimspiel wurde er in der 70. Minute für Uendel eingewechselt. Es schlossen sich vier weitere Einsätze in der Liga und drei im Copa do Brasil an. Noch im Zuge des laufenden Wettbewerbes wechselte Rodrigo Biro auf Leihbasis zum Ligakonkurrenten Athletico Paranaense. Hier kam er zu keinen Einsätzen.
Anfang 2014 kehrte er zu Penapolense zurück und spielte hier zunächst wieder um die Staatsmeisterschaft mit (14 Einsätze). Zum Start der Ligasaison 2014 wurde Rodrigo Biro vom Chapecoense unter Vertrag genommen. Dieser war als Tabellenzweiter der Série B 2013 in die Série A aufgestiegen. Am Ende der Série A 2014 belegte man den 15. Tabellenplatz. Rodrigo Biro kam zu 21 Einsätzen in der Liga und einem im Pokal.
Rodrigo Biro wechselte zu 2015 erneut. Er ging wieder zu Ponte Preta, um mit diesem in der Staatsmeisterschaft von São Paulo (11 Spiele) und im Pokal (1) anzutreten. Auch zum Ligabetrieb wechselte er erneut. Er ging zum ABC Natal in die Série B. Zu Jahresbeginn 2016 wurde Biro vom Figueirense FC verpflichtet. Nachdem Biro 2016 nur sieben Einsätze für Figueirense bestritten hatte, wechselte er zur Saison 2017 zum Mirassol FC. Bei dem Klub kam zu zwei Spielen in der Staatsmeisterschaft von São Paulo. Der stetige Wechsel hielt auch für 2018 an. Hier begann Biro die Saison beim EC Água Santa und 2019 beim Mixto EC. 2020 war er ohne Anstellung. Im Februar 2021 unterzeichnete er für die Austragung der dritten Liga der Staatsmeisterschaft von São Paulo beim Barretos EC. Danach beendete er seine aktive Laufbahn.